# Mata Ie (Peusangan Selatan)
Mata Ie is een bestuurslaag in het regentschap Bireuen van de provincie Atjeh, Indonesië. Mata Ie telt 487 inwoners (volkstelling 2010).